# John Lyng
John Lyng est un homme d'État norvégien né le 22 août 1905 à Trondheim et mort le 18 janvier 1978 à Bærum.

## Biographie
Membre du Parti conservateur, il occupe brièvement le poste de Premier ministre du 28 août au 25 septembre 1963. Par la suite, il devient ministre des Affaires étrangères au sein du gouvernement de coalition dirigé par le centriste Per Borten, de 1965 à 1970.